# Хойский, Джафар Кули-хан
Джафар Кули-хан (Дунбули) Хойский (азерб. Cəfərqulu xan (Dünbili) Xoyski; ум. 22 августа 1814) — последний хан Хойский (1798—1806), одиннадцатый хан Шекинский (1806—1814), генерал-лейтенант Русской императорской армии.

## Биография
Джафар Кули-хан Дунбули родился в городе Хой, в курдской семье. Получил прекрасное дворцовое образование. Его прозвали «Батмангылындж» (Точный меч). В июне 1804 года во главе своей конницы, в составе русских войск, участвовал в осаде Эривани. В июле того же года принял российское подданство. 10 декабря 1806 года императором Александром I Джафар Кули-хан Хойский был утверждён ханом Шекинским и Нухинским и произведён в чин генерал-лейтенанта. Ему были вручены Императорская грамота и знамя с государственным гербом России.
В ознаменование ханского достоинства были пожалованы также бриллиантовое перо, сабля, украшенная драгоценными камнями и золотая медаль, осыпанная бриллиантами. В ходе русско-иранской войны 1804—1813 годов Джафар Кули-хан сражался в составе русской армии. Был награждён орденом Св. Анны 1-й степени.
Скончался Джафар Кули-хан Хойский 22 августа 1814 года от малярии. Потомки Джафар Кули-хана носили фамилию Хойский.

## Семья
Согласно данным АКАК, у Джафара Кули-хана было 3 жены: Шараф Ниса-бейим, дочь (или сестра) Беязид-паши, Салтанат-бейим, сестра Мухаммед-хана Каджара (первым браком одна из жён Ахмед-хана) и Гевхар-ага, дочь Ибрагима Халил-хана. Матерью всех детей Джафара Кули-хана Хойского была Шараф Ниса-бейим. У Гевхар-аги не было детей, а у Салтанат-бейим был сын от первого брака Келбали-хан.
Дети:
- Ахмед-хан (? — до 1814) — старший сын, муж Ширин-хатун, дочери Джавад-хана
- Исмаил-хан (?—1819) — хан Шекинский, муж Тути-ага, дочери Мухаммеда Гасан-хана[азерб.]
- Исак-паша (? — до 1814)
- Абу Тураб-хан[азерб.] (?—1846) — военачальник в Шекинском ханстве, также известен как Абра-хан
- Сара-бейим — жена генерал-майора Келбали-хана Хойского